# Die Geisterbraut
Svatební Košile (deutsch: Die Geisterbraut, wörtlich: Das Hochzeitshemd) ist eine Kantate für Soli, Chor und Orchester op. 69 von Antonín Dvořák auf eine literarische Vorlage von Karel Jaromír Erben (1884).

## Entstehungs- und Aufführungsgeschichte
1883 wurde Dvořák eingeladen, für England ein großes orchesterbegleitetes Oratorium zu schreiben, das beim Birmingham Triennial Music Festival aufgeführt werden sollte. Dvořák hatte mit seiner Librettistin Marie Červinková-Riegrová vereinbart, ein Oratorium über ein Thema aus der tschechischen Geschichte zu schreiben, z. B. über die Geschichte von St. Wenzel oder Jan Hus. Schließlich entschied er sich für ein literarisches Werk, die Ballade Die Geisterbraut von Karel Jaromír Erben. Er arbeitete an seiner Komposition von April bis November 1884. Die Kantate wurde vom Verlag Alfred Novello im folgenden Jahr veröffentlicht.
Vor der Darbietung in England wurde die Kantate zuerst zweimal am 28. und 29. März 1885 unter Leitung des Komponisten in Pilsen präsentiert. Der Erfolg der Aufführungen beim Birmingham Triennial Music Festival am 27. August dieses Jahres – unter Einbeziehung eines 400-köpfigen Chores, eines 150-köpfigen Orchesters und mit Dvořák am Dirigentenpult – übertraf alle Erwartungen des Komponisten. Bereits am 2. Dezember 1885 kam das Werk in Milwaukee zu Gehör, am 1. Februar 1886 in Edinburgh, am 2. Februar 1886 in London, 11. und 13. Februar 1886 in Glasgow, am 13. Februar 1886 in London. Im März 1886 folgte Brooklyn, am 23. März 1886 Dewsbury, am 24. März 1886 Leeds, am 17. April 1886 Hradec Králové, am 6. Mai 1886 Chicago, am 10. Mai 1886 Philadelphia, am 13. Mai 1886 Boston usw.

## Gliederung
- Introduktion
- Nr. 1. Chor: „Uz jedenacta odbila“ – „Schon eilt die Uhr gen Mitternacht“
- Nr. 2. Sopran solo: „Zel bohu, zel, kde muj taticek?“ – „Weh mir, ach weh! wo ist mein Vater hin?“
- Nr. 3. Tenor und Bass solo und Chor: „Pohnul se obraz na stene“ – „Da regt das Bild sich an der Wand“
- Nr. 4. Duett. Sopran und Tenor solo: „Hoj, ma panenko, tu jsem jiz!“ – „Hei, du mein Lieb, hier steht dein Knab!“
- Nr. 5. Bass solo und Chor: „Byla noc, byla hluboka“ – „Weiten und Breiten tiefe Nacht“
- Nr. 6. Bass solo und Chor: „A on tu napred skok a skok“ – „Und er voran mit Sprung und Satz“
- Nr. 7. Duett. Sopran und Tenor solo: „Pekna noc, jasna“ – „Klar ist die Mondnacht“
- Nr. 8. Bass solo und Chor: „Knizky ji vzal a zahodil“ – „Schleudert’ das Buch ins Feld im Flug“
- Nr. 9. Bass solo und Chor: „A on vzdy napred – skok a skok“ – „Und er voran mit Sprung und Satz“
- Nr. 10. Duett. Sopran und Tenor solo: „Pekna noc, jasna v tento cas“ – „Klar ist die Mondnacht“
- Nr. 11. Bass solo und Chor: „A byla cesta nizinou“ – „So zogen sie durch dunklen Grund“
- Nr. 12. Duett. Sopran und Tenor solo: „Pekna noc, jasna v tu dobu“ – „Klar ist die Mondnacht“
- Nr. 13. Bass solo und Chor: „Tu na planine siroke“ – „Steht wohl ein Haus auf weitem Plan“
- Nr. 14. Duett. Sopran und Tenor solo: „Hoj, ma panenko, tu jsme jiz“ – „Sind schon, mein Schätzen, sind daheim!“
- Nr. 15. Bass solo und Chor: „Skokem preskocil ohradu“ – „Er sprang mit klafterhohem Satz“
- Nr. 16. Bass solo und Chor: „A tu na dvere: buch, buch, buch!“ – „Und poch, poch, poch, hallt’s wild und schnell“
- Nr. 17. Sopran solo: „Maria Panno, pri mne stuj“ – „Heilige Fraue, höre mich“
- Nr. 18. Bass solo und Chor: „A slys, tu prave nablizce“ – „Und horch, im nahen Dorf ein Hahn“